# Sly Cooper : Voleurs à travers le temps
Sly Cooper : Voleurs à travers le temps (Sly Cooper: Thieves in Time dans sa version originale nord-américaine), également connu sous le titre Sly 4, est un jeu vidéo d'action et de plates-formes développé par Sanzaru Games et édité par Sony Computer Entertainment au début de l'année 2013.

## Trame

### Toile de fond
Le jeu met principalement en scène le raton laveur Sly Cooper et ses deux amis l'hippopotame Murray et la tortue Bentley, qui forment à eux trois un gang de voleurs. Au même moment où disparait Penelope, la copine de ce dernier, plusieurs pages du Volus Ratonus s'effacent et le gang n'a d'autre choix que de voyager à travers le temps pour comprendre ce qu'il se passe. 
Le gang doit se rendre successivement au Japon féodal pour retrouver le ninja Rioichi Cooper, à l'époque du Far West pour retrouver le hors-la-loi Tennessee Kid Cooper, à l'âge de glace pour retrouve Bob Cooper, en Angleterre au XIVe siècle pour retrouver Sir Galleth Cooper et en Arabie pour retrouver Salim Al-Kupar Cooper.
Le principal antagoniste du jeu est Le Paradox. La policière et copine de Sly, Carmelita Fox, est également présente dans le jeu.

### Introduction
L'histoire commence là où le troisième épisode de la série s'est arrêté : après l’effondrement du caveau des Cooper sur l'île de Kaine, le clan s'est dissipé, laissant alors les différents membres libres dans leurs occupations. Sly, qui prétendait être amnésique à la fin de Sly 3, avoue qu'il ne s'agissait que d'une comédie ayant eu pour but de pouvoir vivre paisiblement en toute légalité. Bentley et Pénélope ont créé un laboratoire secret afin d'y mener quelques recherches et Murray a décidé de concourir dans le demolition derby avec son van (parodie du jeu de Psygnosis : Destruction Derby). Un jour, après avoir étudié le Volus Ratonus de fond en comble, Bentley constata que les pages du livre s'effaçaient sous ses yeux. Il décida alors de retrouver ses anciens compères afin de leur montrer l'étendue des dégâts. Le verdict fut simple : quelqu'un ou quelque chose avait pour but d'effacer les Cooper de l'Histoire. C'est alors que Bentley révéla son fameux plan top secret évoqué à la fin de Sly 3 : une machine à remonter le temps. La seule condition au voyage temporel est de posséder un objet provenant d'une époque pour pouvoir s'y rendre. Et c'est ainsi que les nouvelles aventures de Sly commencent avec pour premier objectif de voler une dague japonaise du XVIIe siècle dans un somptueux musée d’œuvres d'art en plein Paris.

## Contenu
Le retour des bouteilles à collecter permettant de récupérer des indices afin d'ouvrir le coffre d'un monde a été annoncé. Cet élément avait disparu dans Sly 3. Les masques à l’effigie du logo de Sly, au nombre de 60, sont également à collectionner à la fois dans les mondes et dans les missions afin de débloquer des bonus comme des armes ou encore des tenues.
De plus, les mondes sont plus grands et plus destructibles que dans les opus précédents.
Des costumes pour Sly sont présents dans le jeu et permettent chacun d'avoir de nouvelles aptitudes une fois portés. Il en existe cinq : 
- Samouraï repousse les attaques de feu et passe inaperçu parmi les gardes.
- Prisonnier permet à Sly de pousser de objets lourds ou de passer sur des obstacles au sol en marchant sur le boulet.
- Dents de sabre permet à Sly d'effectuer de grands bonds en visant des ennemis ou des leurres.
- Archer met à disposition de Sly un arc tirant des flèches entourées de cordes pour accéder d'un endroit à un autre.
- Voleur permet de ralentir le temps.

Par ailleurs, l'aspect collection est plus présent dans cet épisode. En effet, un mur du Refuge est entièrement destiné à l'entreposage d'objets à collectionner.
Le jeu dispose de nombreux personnages, dont les principaux sont Sly Cooper, Bentley, Murray et Carmelita Fox, ainsi que les ancêtres de Sly : Rioichi Cooper, Tennessee Kid Cooper, Bob Cooper, Sir Richard Galleth Cooper et Salim Al Kupar. Dimitri fait également quelques apparitions en indiquant au clan l'époque vers laquelle il doit voyager.
Les données binaires affichées lors des briefings de Bentley sont des caractères encodés en ASCII et peuvent être décodés manuellement, formant ainsi des messages.
Pour la première fois, le binocom semble pouvoir se déplacer lors des débriefs avec Bentley, chose autrefois impossible. 

## Production
Contrairement aux autres jeux de la franchise, ce volet n'est pas développé par Sucker Punch Productions, mais part le studio Sanzaru Games.